# حبیب‌الله سربازی
حبیب‌الله بزرگ‌زاده معروف به حبیب الله بلوچ نویسنده  فعال حقوق بشر بلوچ و دبیرکل حزب حزب همبستگی ملی بلوچستان (به بلوچی: بلوچستانءِ راجی تپاکی گل) است.

## فعالیت‌ها
او در سال ۱۳۸۷ به خاطر فعالیت‌های مدنی در ایرانشهر بازداشت و به ۵ سال حبس تعلیقی محکوم شد. وی پس از آزادی و به دنبال آن خروج از کشور سازمان حقوقی کمپین فعالین بلوچ را پایه‌گذاری نمود. کمپین فعالین بلوچ به عنوان یک سازمان حقوقی در اروپا ثبت و به عنوان منبعی برای دریافت گزارش‌های حقوقی مردم بلوچ در ایران شناخته می‌شود.
حبیب‌الله سربازی همچنین همزمان با اعتراضات دی‌ماه ۹۶ در ایران، سازمان هماهنگی اعتراضات بلوچستان (سهاب) را پایه‌گذاری کرد. این سازمان در مدت زمان کوتاهی در بلوچستان شناخته شده و هوادارانی به دست آورد.
حبیب‌الله سربازی به همراه جمعی دیگر از فعالان بلوچ در سال ۱۳۹۹ (۲۰۲۰ میلادی) حزبی به نام «حزب همبستگی ملی بلوچستان» تأسیس کرد و به عنوان دبیرکل این حزب برگزیده شد.
سربازی نویسندهٔ کتاب‌های «مسابقهٔ سایه‌ها» و «از مکران تا بلوچستان» است. و ده‌ها مقاله از وی در وبسایت‌ها و شبکه‌های اجتماعی منتشر شده‌است.